# Народы Аруначал-Прадеша
Население штата Аруначал-Прадеш немного превышает миллион, официально выделяется 82 народа или этнических группы.

## Демографические данные
Население:
1,091,117
Рождаемость:
28.50 на 1,000 человек (1993)
Смертность:
10.00  на 1,000 человек (1993)
Детская смертность:
58 на 1000 рождающихся (1993)
Пол:
0.901 мужчин на женщину
Возраст 15-64 лет:
54.74%
Территория лесов:
25.23%
Осадки:
266 мм
Этнические группы:
Племена 63%, мигранты, не входящие в племена 37%

## Этнические группы

### Анимисты
- Ади
- Ака
- Апатани
- Ашинг
- Чикум-Дуи
- Бори
- Бугун (Кхова)
- Гало
- Горные Мири
- Коньяк (народ)
- Лису (Йобин)
- Миджи (Саоланг/Дамаи)
- Минъёнг
- Ниду-Мора
- Ниши (Nishi/Nishing/Dafla/Bangni)
- Палибо
- Ран (народ)
- Риши-Маши
- Сулунг
- Тагин
- Тангса
- Туца
- Ванчо

### Тибетский буддизм
- Чунгпа
- Кхамба
- Лоба (Idu, Yidu, Midu, Kera-ah)
- Лишипа
- Мемба
- Монпа
- Нга
- Шердукпен
- Такпа
- Цангла
- Зехринг

### Буддизм тхеравады
- Айтон
- Кхампти
- Кхамъянг
- Пхаке
- Сингпхо
- Турунг

### Индуизм
- Леори
- Микир
- Мишинг (Мири)
- Нокте